# Неминуемая опасность
«Неминуемая опасность» (англ. «Imminent Risk») — седьмой эпизод шестого сезона американского драматического телесериала «Родина», и 67-й во всём сериале. Премьера состоялась на канале Showtime 5 марта 2017 года.

## Сюжет
Кэрри (Клэр Дэйнс) узнаёт, что Фрэнни забрали службы защиты детей, пока она была в школе. Дело Кэрри достаётся Кристин Лонас (Марин Хинкл), которая уверена, что Фрэнни грозит неминуемая опасность дальнейшего вреда после недавнего случая с Куинном. Дело предоставляют судье на следующий день. Кристин ссылается на нестабильное присутствие Куинна и биполярное расстройство Кэрри, и судья выносит вердикт в пользу служб защиты. Фрэнни отправляют в приёмный дом.
Куинн (Руперт Френд) просыпается в уединённой хижине, где Астрид (Нина Хосс) наблюдает за ним. Астрид сообщает ему, что Дар Адал (Ф. Мюррей Абрахам) обеспечил освобождение Куинна при условии, что он останется вне общественного зрения. Куинн сопротивляется этому и пытается автостопом вернуться в Нью-Йорк, но его настигает Астрид. Этой ночью к ним заходит Дар Адал. Признавая, что ситуация Кэрри влечёт Куинна вернуться в Нью-Йорк, Дар говорит Куинну, что Кэрри приняла решение пробудить Куинна из комы, что скорее и вызвало инсульт, произошедший с ним.
Джавади (Шон Тоуб) прибывает в Нью-Йорк с информацией для Сола (Мэнди Патинкин). Дар договаривается с Агентством задержать Сола под видом внутреннего обсуждения по поводу его предполагаемой встречи с Джавади на Западном берегу. Тем временем, по пути на встречу, Джавади похищают трое иранцев. Они привязывают его к креслу и пытают, обвиняя его в предательстве, говоря, что им об этом доложил кто-то из ЦРУ. Однако Амир (Ален Вашневски), один из иранцев, верен Джавади и спасает его, убивая двух других похитителей; Амир говорит, что он служил в иранской армии вместе с Джавади. Джавади наконец встречается с Солом и требует знать, кто мог сказать иранцам о том, что он в Нью-Йорке. Сол отвечает, что только у Дара Адала могла быть такая информация. Джавади говорит Солу, что Нафиси признался в том, что он действительно работал на Моссад, и что его поездка в Абу-Даби и выступление в Израиле были фарсом. Сол просит Джавади лично подтвердить избранному президенту, что у Ирана нет параллельной ядерной программы в Северной Корее. Джавади стреляет в Амира, убивая его.
Унылая Кэрри напивается и звонит избранному президенту Кин (Элизабет Марвел), прося её вмешаться. Кин лишь отвечает, что это было бы неэтичным, и спрашивает Кэрри, пила ли она. Кристин получает звонок от Дара, подтверждая, что он сообщил о Кэрри службам защиты детей.

## Производство
Режиссёром эпизода стал Такер Гейтс, а сценарий написал соисполнительный продюсер Рон Нисуонер.

## Реакция

### Реакция критиков
Эпизод получил рейтинг 82%, со средним рейтингом 6.37 из 10, на сайте Rotten Tomatoes, чей консенсус гласит: «Угрюмо развлекательная „Неминуемая опасность“ проходит мимо повествовательных слабостей вместе с твёрдым продолжением наполненного действием предшественника.»
Ширли Ли из «Entertainment Weekly» дала эпизоду оценку B. Она написала: «Джавади всегда предоставляет интригующее присутствие (во многом благодаря завораживающему выступлению Шона Тоуба)», при этом она назвала борьбу Кэрри с органами опеки «странным, бросающимся в глаза поворотом.» Брайан Таллерико из «New York Magazine» оценил эпизод на 3 звезды из 5, также ссылаясь на то, что сюжетная линия Кэрри была слабым местом эпизода, сказав: «Здесь Кэрри словно пешка в машине сюжета.»

### Рейтинги
Во время оригинального показа, эпизод привлёк внимание 1.44 миллиона зрителей.